# Filialkirche hl. Margaretha (Peggau)

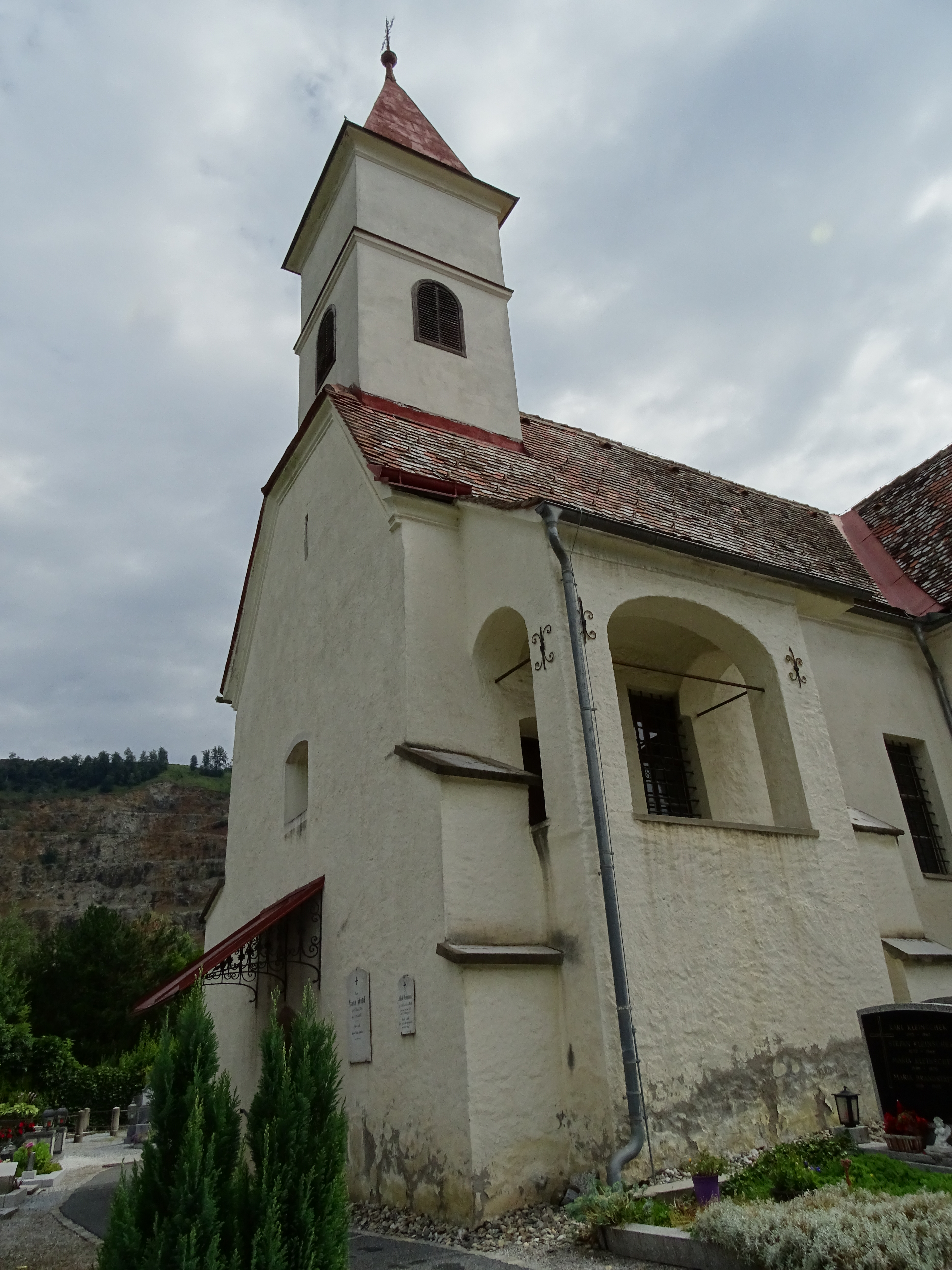
Die Filialkirche im Juli 2018

Die Kirche hl. Margaretha in der Marktgemeinde Peggau in der Steiermark ist eine Filiale der römisch-katholischen Pfarrkirche Deutschfeistritz und wurde in der zweiten Hälfte des 14. Jahrhunderts erbaut.
Um den Gedenktag am 17. Juli findet ein Kirtag in der Hauptstraße statt und trägt der Peggauer Pranger an der Hammerbachstraße für mehrere Wochen einen Freyungsarm.

## Geschichte
Das Presbyterium der Kirche wurde vor 1389, vermutlich im Auftrag der jüngeren Margarete von Pfannberg, der ersten Frau von Hugo von Montfort erbaut, das Langhaus erst im 15. Jahrhundert und der gesamte Bau ab 1654 bis 1724 durch das Stift Vorau barockisiert. Eine Innenrestaurierung fand 1973 bis 1974 statt.

## Beschreibung

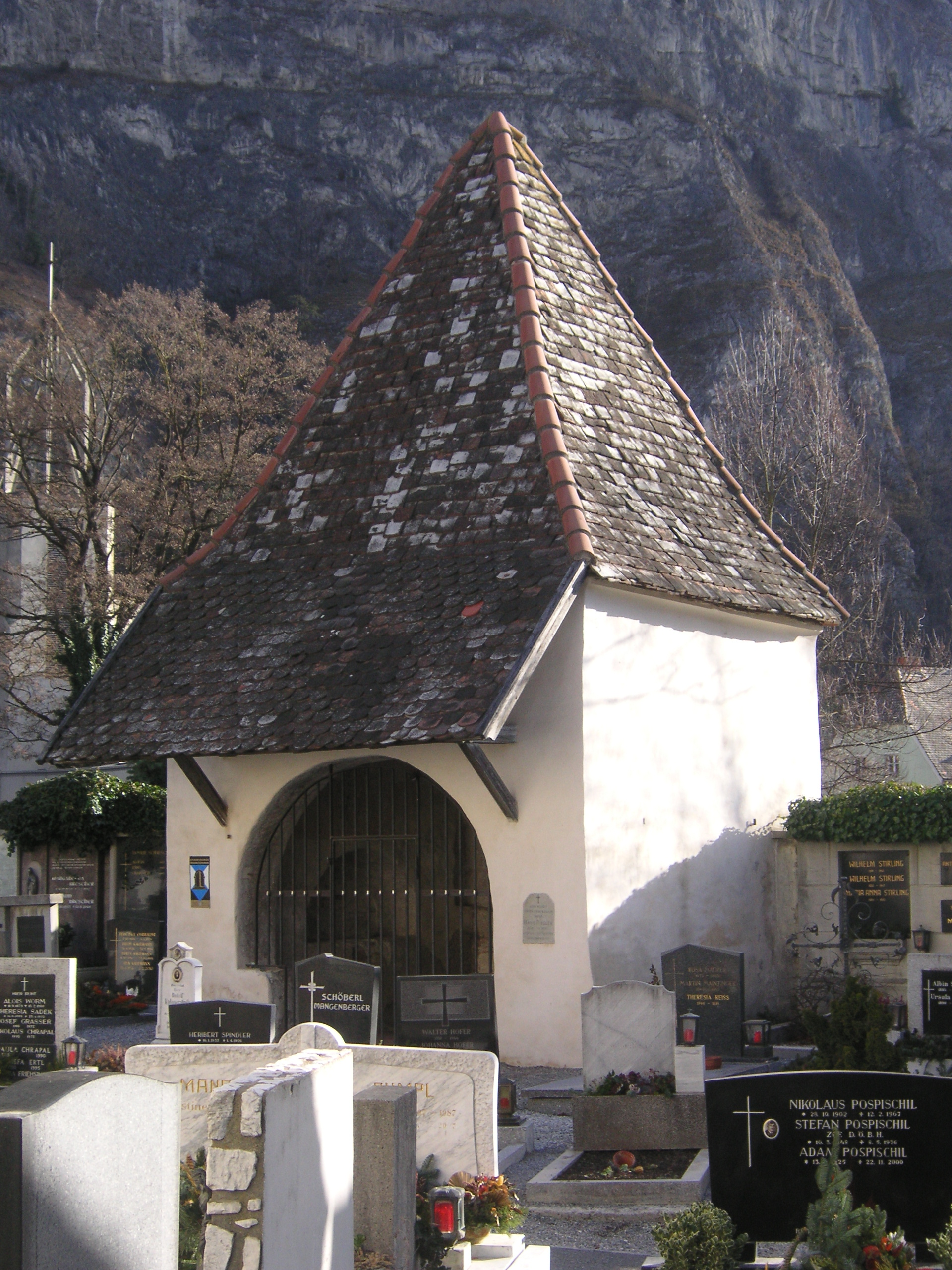
Die Friedhofskapelle im Jänner 2012

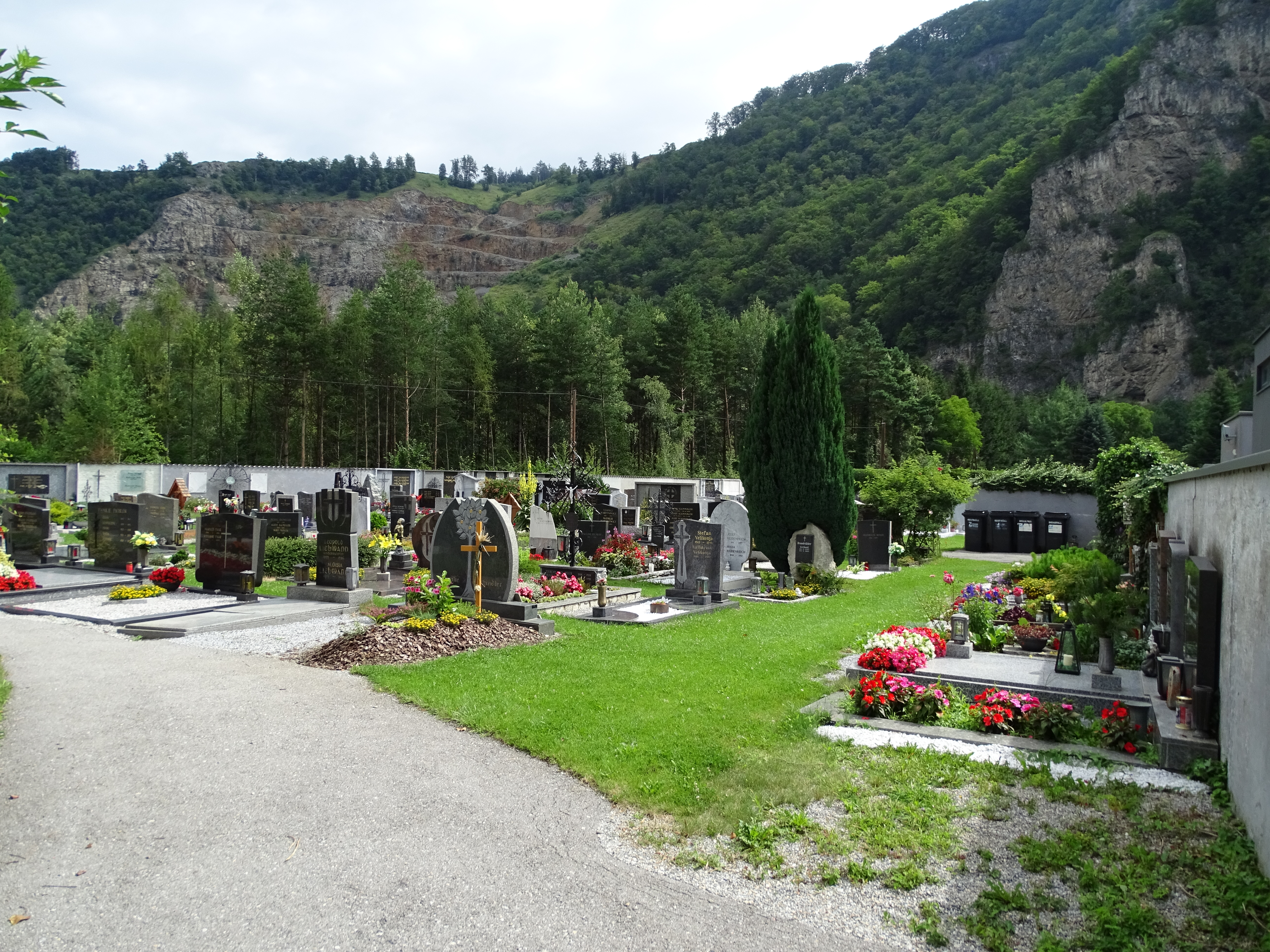
Friedhof hinter der Kirche

Das Kirchengebäude wird von einem Friedhof mit Friedhofsmauer umgeben. An der Mauer befindet sich die ehemalige Friedhofskapelle mit einer Außenkanzel, ursprünglich eine protestantische Kapelle aus dem 16. Jahrhundert. Sie ist ein rechteckiger Bau mit einem Zeltdach.
An der Südseite der Kirche befindet sich der Außenaufgang. Über der Westfassade der Kirche ist ein Dachreiter mit Spitzhelm. Das dreijochige Langhaus wird von einem auf Schildkonsolen sitzenden Netzrippengewölbe überspannt. Eine der Konsolen trägt das Wappen der Mankhi und der Schlussstein das der Grafen von Montfort. Der übergangslose, einjochige Chor ist um eine Stufe erhöht. Er hat einen Fünfachtelschluss und wird von einem Kreuzrippengewölbe überwölbt. Die Schlusssteine des Chores zeigen das Lamm Gottes sowie einen Kopf. Nördlich an den Chor schließt die Sakristei mit einem spätgotischen Schulterbogenportal. An den Seiten des östlichen Joches vom Langhaus sind zwei barocke, um zwei Stufen erhöhte Kapellen angebaut. Im Westen befindet sich die aus der zweiten Hälfte des 18. Jahrhunderts stammende Empore mit einer geschwungenen Brüstung aus Holz. Die Kanzel stammt aus der Zeit um 1768.
Der Hochaltar ist im Stil des Rokoko gestaltet und hat ein freistehendes Tabernakel. Das laut Inschrift von Maria Elisabeth von Heipl gestiftete Altarblatt zeigt die heilige Margaretha, bezeichnet „1768 Josef Mölckh pinxit“. In den beiden Seitenkapellen mit Fresken von Johann Cyriak Hackhofer um 1724 befinden sich auf den Seitenaltären gemalte Prospekte: am nördlichen die Himmelfahrt Marias, am südlichen Christus am Kreuz darstellend. Weiters befinden sich auf dem südlichen Altar Statuen der Heiligen Augustinus und Mauritius. Im Chor befindet sich ein Bildnis der heiligen Barbara, welches 1768 von Joseph Adam Ritter von Mölk gemalt wurde. Weiters befinden sich in der Kirche barocke Bilder des Christus im Kerker und ein Gnadenbild der Maria mit Leidenswerkzeugen aus dem Grazer Dom sowie mehrere Grabsteine aus Rotmarmor. Die drei Hängeleuchter stammen aus der ersten Hälfte des 19. Jahrhunderts. Die einmanualige Orgel hat 9 Register und wurde im Jahre 1774  erbaut und ist im Wesentlichen im Originalzustand erhalten. 2013 wurde im Zuge einer Restaurierung der händische Keilbalg als Alternative zum elektrischen Orgelmotor wiederhergestellt. Als Orgelbauer wird in der Literatur teils der Grazer Orgelbauer Anton Römer , teils der Grazer Orgelbauer Ferdinand Schwarz genannt.